# Monastero del Santissimo Corpo di Cristo
Il monastero del Santissimo Corpo di Cristo o del Corpus Domini è un monastero di Brescia, situato lungo via Castello, sul versante sud-est del colle Cidneo. Centro spirituale del complesso è l'annessa chiesa del Santissimo Corpo di Cristo. Il monastero, anticamente retto dai Gesuati, è oggi gestito dai Saveriani.

## Storia

### La fondazione
La chiesa e il relativo monastero vengono fondati nella seconda metà del Quattrocento dai Gesuati, un ordine religioso nato il secolo precedente e che, proprio in questi decenni, conosceva una notevole espansione. Fra la prima e la seconda metà del secolo i Gesuati fondano una lunga serie di conventi in tutta Italia, ad esempio a Milano, Roma, Livorno, Piacenza, Cremona e altre ancora, fra cui la stessa Brescia.
La data di apertura del cantiere è collocabile nel 1467. La costruzione del monastero è strettamente legata al nome della nobile famiglia bresciana dei Martinengo, che donano ai Gesuati il terreno su cui realizzare il complesso. Altre donazioni avverranno fra il 1467 e il 1468, aumentando l'estensione del fondo a disposizione dei monaci.

### I francescani
L'ordine dei Gesuati viene soppresso, con bolla di Papa Clemente IX il 7 dicembre 1668, lasciando il monastero privo di amministrazione per alcuni mesi. Già il 7 giugno 1669, comunque, sei mesi esatti dopo la soppressione dei Gesuati, il complesso viene occupato dall'Ordine dei Frati Minori francescani, per l'esattezza dal ramo dei Frati Minori Riformati, che lo comperano direttamente dalla Repubblica di Venezia il 26 marzo 1668. Dal contratto si legge che "è stato messo all'incanto nella loggetta di Piazza San Marco [...] il monastero e convento del Corpus Domini di Brescia della Congregazione dei Frati di San Girolamo con tutti i suoi chiostri [...] eccettuata la Chiesa e il campanile e luoghi sacri.
I Francescani Riformati restano in sede fino al 1810 quando, in seguito alle soppressioni napoleoniche, l'ordine viene abolito e il convento sequestrato, trasformandosi in proprietà demaniale. L'archivio viene trasferito alla Nunziatura di Venezia, mentre la biblioteca viene dispersa.

### L'Ottocento
Il complesso continua comunque a ospitare religiosi, ovvero quelli che non avevano più familiari disposti ad accoglierli dopo la secolarizzazione dei conventi, l'ultimo dei quali fu Padre Arcangelo, ucciso per errore da un soldato croato durante le Dieci giornate di Brescia nel 1859. La chiesa, invece, non fu mai secolarizzata in quanto vi funzionavano due sacerdoti nominati dal Vescovo. Il vescovo di nomina napoleonica Gabrio Maria Nava supplicò perché si "sottrasse agli obblighi del decreto governativo le chiese di San Giuseppe, di San Cristo, delle Cappuccine e delle Monache di San Giacomo". Inoltre, il vescovo volle che la chiesa "sia ritenuta come succursale di questa vasta parrocchia della Cattedrale, la quale non ha altra chiesa sussidiaria che quella di San Zeno [...] onde i Padri che verranno cola ritirati possano nei giorni in cui non saranno dalle infermità impediti, celebrarvi la Santa Messa ed il popolo di quei contorni possa approfittare della opportunità per ascoltarla".
Passata la bufera napoleonica, il governo austriaco passa tutto il complesso al vescovo Gabrio Maria Nava, che vi trasferisce parte del Seminario Diocesano dall'ex monastero di San Pietro in Oliveto. Durante le battaglie contro il dominio austriaco, alla metà dell'Ottocento, il monastero viene occupato più volte dai soldati, fra cui i croati che lo saccheggiano, e rischia anche di essere danneggiato dai bombardamenti a causa della sua posizione strategica sul pendio del colle. Dopo la battaglia di San Martino e il grande afflusso di feriti, anche la chiesa del Santissimo Corpo di Cristo, come molte altre in città, viene convertita in ospedale. Nel 1870 monsignor Pietro Capretti trasporta l'Ospizio dei chierici poveri, fino ad allora situato nell'odierno Corso Matteotti, al monastero di San Cristo. Il nome di Pietro Capretti, inoltre, si lega indissolubilmente alla storia del convento negli anni successivi come primo promotore dei tanto attesi lavori di sistemazione del complesso.

### Il Novecento e i Padri Saveriani
La stabilità di chiesa e monastero esce notevolmente compromessa dalla seconda guerra mondiale e nel dopoguerra, scartata l'ipotesi del restauro, prende piede l'idea di radere al suolo il complesso per edificarne uno completamente nuovo. Nel 1952 il vescovo ausiliare Guglielmo Bosetti, a capo di un comitato, si fa promotore del nuovo seminario, per il quale vengono incaricati l'ingegner Antonio Lechi e l'architetto Vittorio Montini. Fortunatamente, il progetto si rivela estremamente costoso, ancora più dispendioso del restauro che si voleva evitare, e il tutto viene abbandonato, optando per una nuova costruzione nell'area di Mompiano.
Salvato il monastero, questo viene ceduto ai Padri Saveriani nel 1957: la chiesa è data in uso perpetuo, conservandone il Seminario la proprietà. I terreni e i campi di gioco situati dietro il convento e confinanti con San Pietro in Oliveto non sono compresi e pertanto restano di proprietà del Seminario. Dati in uso dapprima all'oratorio della parrocchia della chiesa di Sant'Agata, sono stati poi alienati e ora occupati da case private. Il Seminario traslocherà definitivamente dal monastero nell'estate del 1957, in occasione delle vacanze scolastiche.
I Saveriani avviano immediatamente una campagna di restauro: già nel maggio del 1958 appaiono liberate dai muri di tamponamento le colonne del chiostro di entrata e quelle della loggetta al primo piano, mentre nel 1962 sono restaurati gli affreschi del Romanino nel refettorio.

## Il monastero
Il convento annesso alla chiesa è costituito da tre chiostri, uno molto piccolo, a sinistra della facciata, e due più grandi affiancati alla chiesa sempre sulla sinistra, uno dopo l'altro, completati dalle relative gallerie interne. A questi ambienti si aggiunge un esteso cortile oltre il primo chiostro d'ingresso, oggi utilizzato come parcheggio, sul quale si affacciano due edifici di più tarda costruzione ma sempre annessi al complesso. Il convento si incastona esattamente fra Via Piamarta e le mura più interne del Castello di Brescia e il grande cortile si affaccia direttamente sul teatro romano, che sarebbe da qui perfettamente visibile nel suo insieme se non fosse per una fitta area alberata che lo scherma.

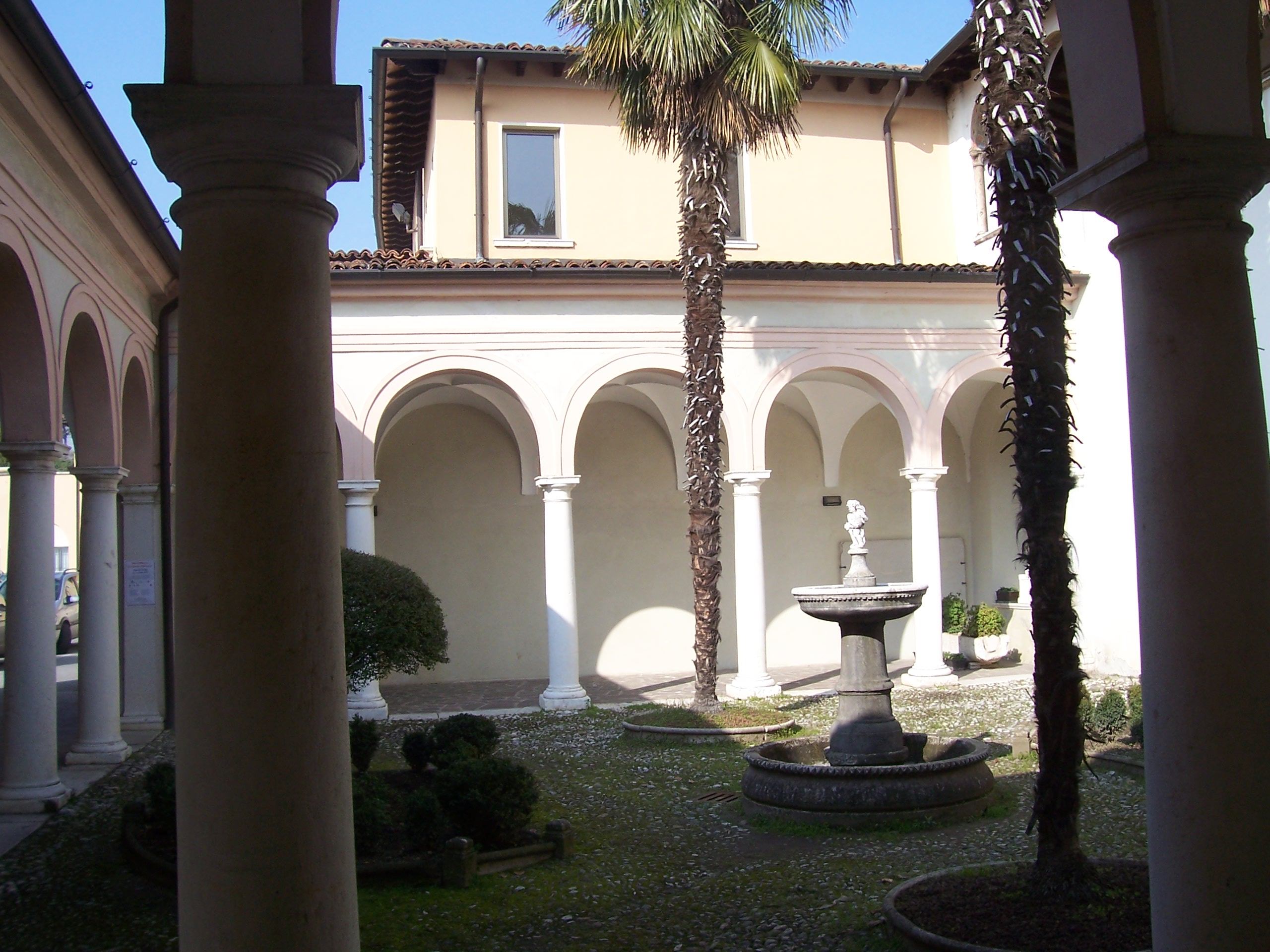
Il Chiostrino d'entrata

### Il Chiostrino d'entrata e il cortile
Il piccolo chiostro d'ingresso al convento è stato probabilmente aggiunto dai Francescani nella seconda metà del Seicento. La struttura, dopo alcuni restauri, è ora quella originaria: dodici colonne di ordine tuscanico su tre lati, mentre il quarto è chiuso dal muro del chiostro successivo, del quale si intravede il secondo piano con la gradevole loggetta e il soffitto con travi a vista. Il chiostro è ornato da tre palme e una fontana a due piani, coronata da un putto. A sinistra è posto il locale della portineria.

### Il Chiostro della chiesa

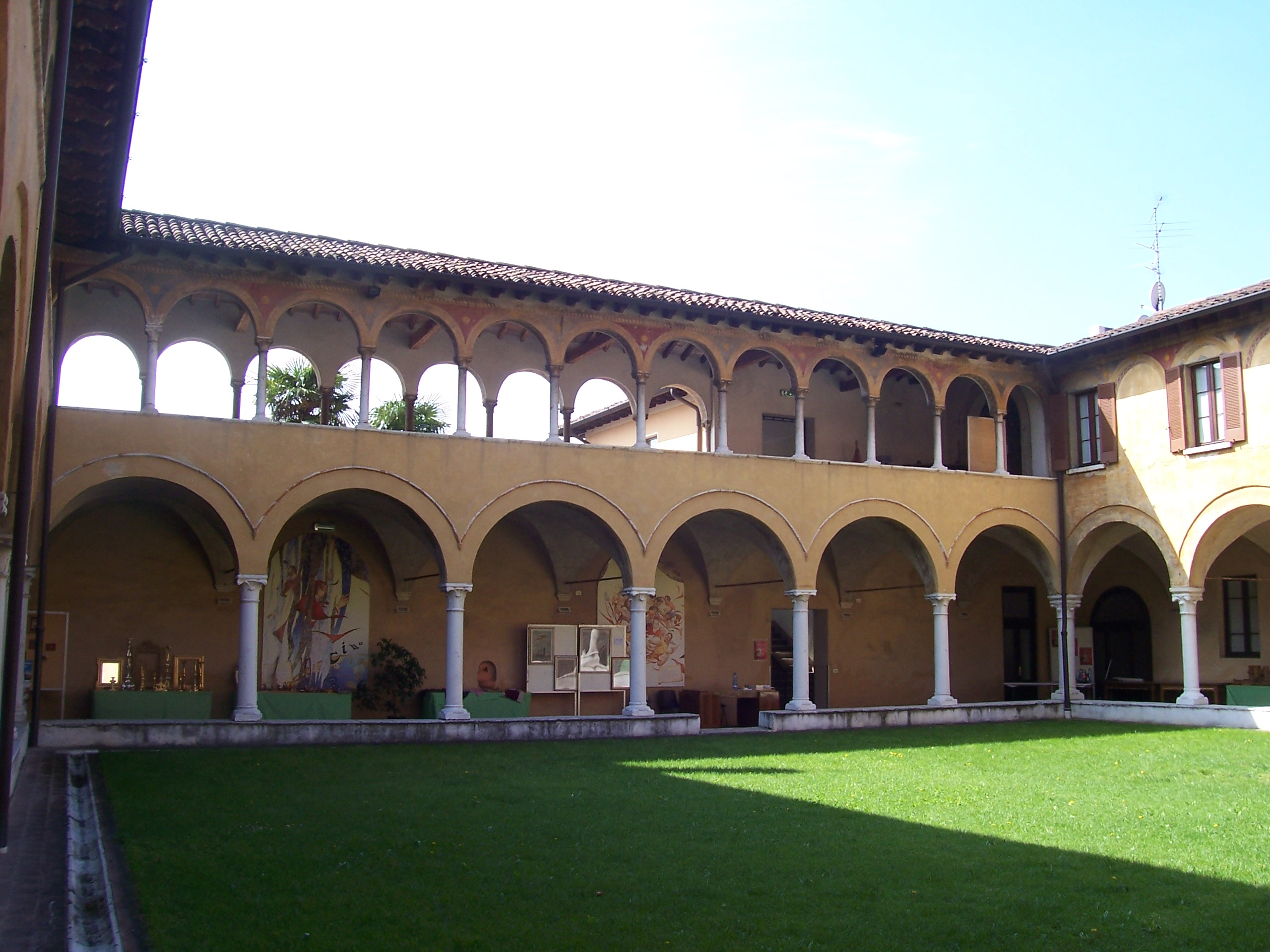
Il Chiostro della chiesa

Raggiungibile da una porta all'estrema destra del Chiostrino d'entrata, il Chiostro della Chiesa mostra su tre lati del piano superiore le colonnine ormai liberate dai muri di tamponamento poste nell'Ottocento per ricavare le stanze degli insegnanti del Seminario. Il lato ovest, invece, conserva ancora l'antica finestratura delle Stanze dei Superiori. Il piano inferiore è ritmato da colonne in marmo e archi a tutto sesto, coperto da una serie di volte a crociera. A destra, poco dopo entrati nel chiostro, si apre l'ingresso laterale della chiesa che, oggigiorno, è anche l'unico accessibile, essendo il portale principale sempre chiuso. L'apertura di questa porta provocò la perdita di gran parte della scena di Lattanzio Gambara del Battesimo di Gesù sull'altro lato del muro, nell'endonartece della chiesa.
In fondo a destra, attorno alla porta della sacrestia, è posta una Ultima cena di Benedetto da Marone, che ricopre un affresco del Quattrocento e fa angolo con un Gesù nell'orto, l'affresco che inquadra la porta vicina. L'affresco è particolarmente pregevole per le soluzioni artistiche adottate in modo da incastonare meglio la scena attorno al profilo della porta. La tavola dove si svolge la scena è a U, rappresentata in prospettiva e vista dal basso: sul fondo, al centro, sta Gesù nel gesto dell'istituzione eucaristica, Giovanni è alla sua destra con il capo reclino, tutti gli altri sono attorno in calcolato equilibrio. La vista dal basso permette di vedere solo le pieghe della tovaglia e alcuni oggetti su di essa, ma è il punto di vista ideale per raffigurare il grande salone a colonne e archi aperti su cielo azzurro dove si svolge la scena, il tutto coperto da un soffitto a cassettoni. Il colore, nel tempo, ha perso diverse tonalità e l'aspetto generale è cupo, ma le varie colorazioni delle vesti degli Apostoli sono ancora evidenti. Il problema dello spazio ai lati della porta è elegantemente risolto immaginandovi due scale in pietra grigia, occupate a sinistra da un servitore che sale con un vassoio con delle vivande e a destra da un consimile, che scende con il piatto vuoto. Anche se la figura di Cristo, posta così lontano, perde notevolmente della sua grandezza simbolica e del suo ruolo centrale nella scena, l'effetto resta comunque davvero apprezzabile. Il primo Apostolo a sinistra, invece, ha lo sguardo alterato e pare in procinto di alzarsi: guarda verso l'osservatore, ormai lontano da quanto Gesù sta per compiere. Si tratta verosimilmente di Giuda Iscariota, che sta lasciando la stanza.

#### La meridiana catottrica

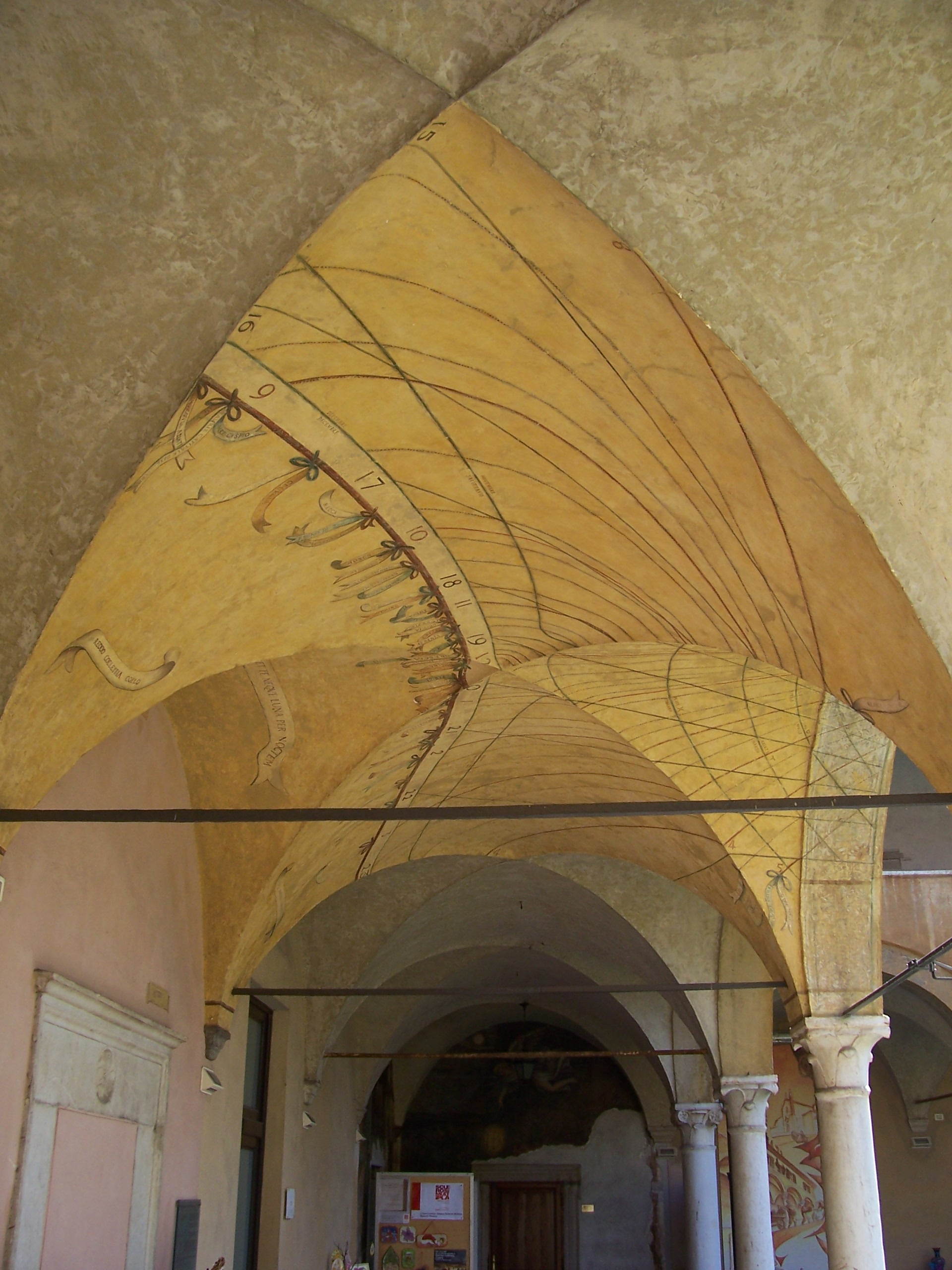
La meridiana catottrica

Nel porticato nord del chiostro, al centro, disegnata sulle volte a crociera, è presente un raro esempio di meridiana di tipo "catottrico", che non fa uso cioè della luce solare diretta ma si serve della riflessione dell'immagine solare su uno specchio. Si tratta di uno strumento molto raro e di difficile esecuzione, presente a Brescia solo qui e nel convento dell'Annunciata di Piancogno, in Val Camonica, e a Roma, ad esempio nella chiesa della Trinità dei Monti. L'opera è stata eseguita da un frate francescano nel Settecento e fu in seguito coperta da uno strato di intonaco, quindi riscoperta e restaurata nei restauri della seconda metà del Novecento.
Sulla meridiana sono presenti due linee affiancate, separate dalla fascia dove sono segnate le ore: quella sottostante, di colore rosso, indica le ore alla francese, alla quale corrispondono i numeri rossi nella fascia, quella superiore, di colore grigio, segna invece le ore all'italiana, alla quale rispondono egualmente i numeri dello stesso colore. Dipinti come se fossero appesi alla linea rossa, sono infine posti numerosi nastrini che indicano, con lo scorrere dell'immagine solare riflessa, non solo l'ora locale ma anche dove è mezzogiorno, in quel momento, nel mondo: molto suggestivo, quindi, leggere le varie scritte come India, Gibilterra, Compostella, Canaria Magna e, soprattutto, i due estremi, Moscovia asiatica e Rio della Plata.

### Il Chiostro della Regola
Anticamente, il Chiostro della Regola, terzo e ultimo del convento, si raggiungeva dal Chiostro della chiesa, attraverso un passaggio a volta dove è oggi posta la sacrestia della cappella interna al convento. Per raggiungere il chiostro, quindi, si deve oggi passare dal cortile esterno e imboccare un grande portone ad arco. Qui si ha un androne con archi affrescati nuovamente da Benedetto da Marone con i temi della Manna, le Nozze di Cana e il Sacrificio di Isacco. Una porta a sinistra conduce all'antico refettorio, di cui si tratta in seguito, mentre proseguendo si arriva nel chiostro. Nuovamente si ha un ambiente colonnato coperto nei passaggi da volte a crociera su archi a tutto sesto. Sull'arco di ingresso è posta una Crocifissione di grande equilibrio e buona fattura, databile al Seicento.
Nell'angolo ovest, invece, sull'arco della porta, si ha un affresco strappato, quasi illeggibile, detto della Regola, che dà il nome al choistro: vi si intravede la figura del Papa in trono che porge il libro delle Costituzioni al gesuata inginocchiato, e con l'altra mano indica il locale sottostante come per dire "O la regola, o la prigione". Difatti, il locale sottostante era l'ambiente penitenziale, riconoscibile da una finestrella con grata murata, oggi adibito a passaggio. Al piano superiore del chiostro trovano posto altri tre affreschi, il primo una Crocifissione, gli altri due rappresentano entrambi Cristo alla colonna, uno molto antico, l'altro più recente. Quello antico presenta, nel volto, forti analogie con il Cristo risorto presente nella cappella esterna nord della chiesa di Santa Maria del Carmine, opera certa di Giovanni Maria da Brescia e datata al 1490. Essendo attribuita al medesimo autore la Pietà posta sull'Arco Santo della chiesa del Santissimo Corpo di Cristo, e viste le analogie con il dipinto del Carmine, anche questo Cristo alla colonna è dunque attribuibile all'autore quattrocentesco.

#### I resti di San Pietro in Ripa
Sul lato ovest del chiostro, sia al piano inferiore sia al superiore, sono visibili, incastonate nelle pareti, delle antiche colonne in cotto, di stile e fattura molto arcaici. Si tratta degli unici frammenti giunti fino a noi dell'antichissimo convento di San Pietro in Ripa, che faceva capo all'omonima chiesa, fondato probabilmente in epoca longobarda, dunque nell'VII secolo circa, e poi demolito nel secondo decennio del Cinquecento durante i lavori di rafforzamento delle difese dell'ormai adiacente Castello di Brescia. È improbabile che le colonne siano così antiche e sono infatti datate al Quattrocento circa, forse anche prima, ma rimangono comunque l'unica testimonianza di questa realtà perduta.

### Il refettorio e gli affreschi del Romanino
Il refettorio del convento, al quale si accede tramite la porta prima accennata dal Chiostro della regola, dopo il restauro da parte dei Padri Saveriani è stato convertito in auditorium, con capacità di cento posti. Il vasto salone è coperto con una serie di volte a vela e nella parete di fondo è posta la preziosa Ultima cena del Romanino, su affresco strappato e incastonato in tre archi, datato 1530. Il tema della rappresentazione è quello canonico di Leonardo da Vinci, che raffigura la scena nell'istante in cui Gesù afferma "Uno di voi mi tradirà" e gli Apostoli si mettono a commentare a gruppi di tre.
Pur accogliendo e optando per la scelta del Maestro, però, il Romanino manifesta qui una grande indipendenza mentale, preferendo naturalezza ed equilibrio classici. La chiesa e il convento, dedicati esplicitamente all'eucaristia, lo portano a trattare il tema in modo più raffinato: la tovaglia è curata, si ha la compresenza di bicchiere e bottiglie per acqua e vino di vario ed elegante stile. I vari sentimenti sono dati dalla forte espressività delle mani e dai visi eloquenti.
Del Romanino sono anche i Profeti negli archi laterali, purtroppo molto rovinati dall'umidità. Sul fondo è posta una Deposizione di autore ignoto, sopra un lavabo in pietra, mentre a sinistra si apre la scaletta in cotto che porta al pulpito del refettorio, da dove un lettore intratteneva i frati leggendo brani spirituali.